# 陳思駿
陳思駿（Chan Sze Chun，1990年4月22日－），生於香港，香港足球運動員，司職後衛。

## 球員生涯
陳思駿生於香港，於2010年7月經香港電台主辦及英超球會伯明翰等協辦的《一腳成名．踏上英超》活動，獲邀到英超伯明翰接受3星期專業訓練。2015年，陳思駿一邊教踢足球一邊轉戰港甲球隊東區，期間膝蓋重創，休息了一段長時間。2016－17球季，港會再度升班，陳思駿再次回歸隨港會跟操，並積極收身計劃復出，再在頂級聯賽角逐。2016年10月22日，港會在香港仔運動場作客冠忠南區，陳思駿在71分鐘後備入替，最終港會以0–7不敵冠忠南區。

## 國際賽生涯
2010年12月3日，為備戰2012奧運會，陳思駿入選香港奧運代表隊的45名球員名單參加訓練，稍後將決選30名球員繼續參加長期恆常訓練。2011年3月18日，公民預備組球員陳思駿入選香港U21，並於3月21日展開長期訓練的首課練習。

## 執教生涯
2023–24賽季，陳思駿擔任港超聯球會大埔的助教。

## 外部連結
- 香港足總網頁球員註冊資料 （页面存档备份，存于）